# Szamoksza (przystanek kolejowy)
Szamoksza (ros. Шамокша) – przystanek kolejowy w lasach, w rejonie łodiejnopolskim, w obwodzie leningradzkim, w Rosji. Położony jest na linii Wołchow - Murmańsk, w znacznym oddaleniu od skupisk ludzkich. Najbliższą miejscowością jest położona ok. 5 km od przystanku Szamoksza.